# Mardukaplaiddina
Mardukaplaiddina o Marduk-apla-iddina va ser un rei cassita de Babilònia, fill i successor, cap a l'any 1170 aC de Melixiku.
Va continuar el conflicte amb Elam. Durant el regnat del seu pare o en el seu, el rei sutrúquida d'Elam, Sutruk-Nahhunte, va saquejar Akkad, Babilònia i Eshunna. D'Eshunna es va emportar les estàtues de Manixtuixu, i va portar a Susa el codi d'Hammurabi i l'Estela de Naram-Sin.
Era contemporani del rei d'Assíria Aixurdan I. Va governar entre 10 i 15 anys i el va succeir el seu fill Zababaixumaiddina.